# Преюдициално запитване
Преюдициалното запитване (на френски: une demande de décision préjudicielle, на английски: reference for a preliminary ruling) е искане, отправено от юрисдикция на държава членка на Европейския съюз до Съда на Европейския съюз, за:
- тълкуване на Договора за функциониране на Европейския съюз /ДФЕС/
- тълкуване и произнасяне по валидността на актовете на институциите, органите, службите или агенциите на Съюза,

когато това е от значение за правилното решаване на повдигнат пред юрисдикцията на държава членка въпрос.
Преюдициалното запитване е механизъм на Европейския съюз (ЕС) за унифициране на практиката по приложението на правото на Европейския съюз в държавите членки чрез взаимодействие и сътрудничество между националните юрисдикции и Съда на Европейския съюз. Целта на преюдициалното запитване е да осигури еднообразното тълкуване и прилагане на правото на Европейския съюз на територията на всички държави членки.

## Понятие
Преюдициалното запитване е инструментът, с който се слага начало на производството по постановяване на преюдициално заключение. Това производство се развива пред Съда на Европейския съюз и завършва с акт на Съда на Европейския съюз, с който той дава отговор на отправеното запитване или го отклонява поради недопустимост или липса на компетентност.
В България терминът преюдициално запитване се употребява за обозначаване на цялостното производство по постановяване на преюдициално заключение. Тази практика е разпространена и в други държави членки, например в Испания – Cuestión prejudicial и Полша – Pytanie prejudycjalne. Същевременно, наблюдава се и друг подход – за обозначаване на цялостното производство да се използва резултатът от него, например на английски – Preliminary ruling, докато немците употребяват наименованието преюдициално производство – Vorabentscheidungsverfahren.
Независимо от терминологичните различия в държавите членки, става въпрос за едно и също явление – правомощието на Съда на Европейския съюз да се произнася по отправени до него от националните юрисдикции преюдициални запитвания и производството, което се развива в резултат на тези запитвания.

## Правна уредба
Институтът на преюдициалното запитване е предвиден в чл. 267 от Договора за функциониране на Европейския съюз (ДФЕС), съгласно който Съдът на Европейския съюз е компетентен да се произнася преюдициално относно:
а) тълкуването на настоящия договор;
б) валидността и тълкуването на актовете на институциите, органите, службите или агенциите на Съюза.
Когато такъв въпрос бъде повдигнат пред юрисдикция в държава членка, тази юрисдикция би могла, ако счита, че по този въпрос е необходимо решение, за да бъде постановено нейното решение, да поиска от Съда на Европейския съюз да се произнесе.
Когато такъв въпрос е повдигнат по висящо дело пред национална юрисдикция на дадена държава, чиито решения не подлежат на обжалване съгласно националното право, тази юрисдикция е длъжна да сезира Съда на Европейския съюз.
Ако такъв въпрос бъде повдигнат по висящо дело пред национален съдебен орган във връзка със задържано лице, Съдът на Европейския съюз се произнася в най-кратък срок.

## Видове
В теорията са изведени два вида преюдициални запитвания – преюдициални тълкувателни запитвания и преюдициални запитвания относно валидността на акт на институция, орган, служба или агенция на ЕС. Това разграничение произтича пряко от разпоредбата на чл. 267 ДФЕС.
Преюдициалните тълкувателни запитвания имат за цел да установят точното значение на определена норма от правото на Съюза, докато преюдициалните запитвания относно валидността водят до обявяване на даден акт или разпоредба от правото на ЕС за невалидни или до потвърждаване на тяхната валидност. Възможно е преюдициалното запитване да съдържа както въпроси за тълкуване, така и въпроси относно валидността на акт на институция, орган, служба или агенция на Съюза.

## Преюдициалното запитване като право и задължение
Разпоредбата на чл. 267 ДФЕС прави разлика между преюдициалното запитване като право и като задължение на националната юрисдикция.
Правото на дискреция принадлежи на всяка юрисдикция в държава членка, пред която бъде повдигнат въпрос, който предпоставя отправяне на преюдициално запитване, с изключение на тази, чиито решения не подлежат на обжалване съгласно националното право. В такъв случай, националната юрисдикция, пред която е възникнал въпрос относно тълкуването или валидността на разпоредба или акт на правото на ЕС, е длъжна да отправи преюдициално запитване до Съда на Европейския съюз.
В практиката на Съда на Европейския съюз и по-специално в решение по делото CILFIT от 6 октомври 1982 г., са изведени три изключения от задължението за отправяне на преюдициално запитване в следните хипотези:
- когато поставеният въпрос не е от значение за решението по главното производство;
- когато поставеният въпрос е материално идентичен с въпрос, който е бил предмет на отправено преюдициално запитване по подобен случай – acte éclairé или отговорът произтича недвусмислено от съдебната практика;[5]
- когато поставеният въпрос е толкова ясен, че не се нуждае от тълкуване – acte clair или доктрината за ясната правна норма.[5]

## Правна сила
Решението на Съда на Европейския съюз е необжалваемо и се ползва със сила на тълкувано нещо, която се изразява в забрана за националната юрисдикция, отправила преюдициалното запитване, да се отклонява от постановеното по делото преюдициално заключение или да го замества със свое собствено тълкуване, различно от това, дадено от Съда на ЕС. То е задължително не само за националната юрисдикция, отправила преюдициалното запитване, но и за всички останали държави членки.